# Ori Laizerouvich

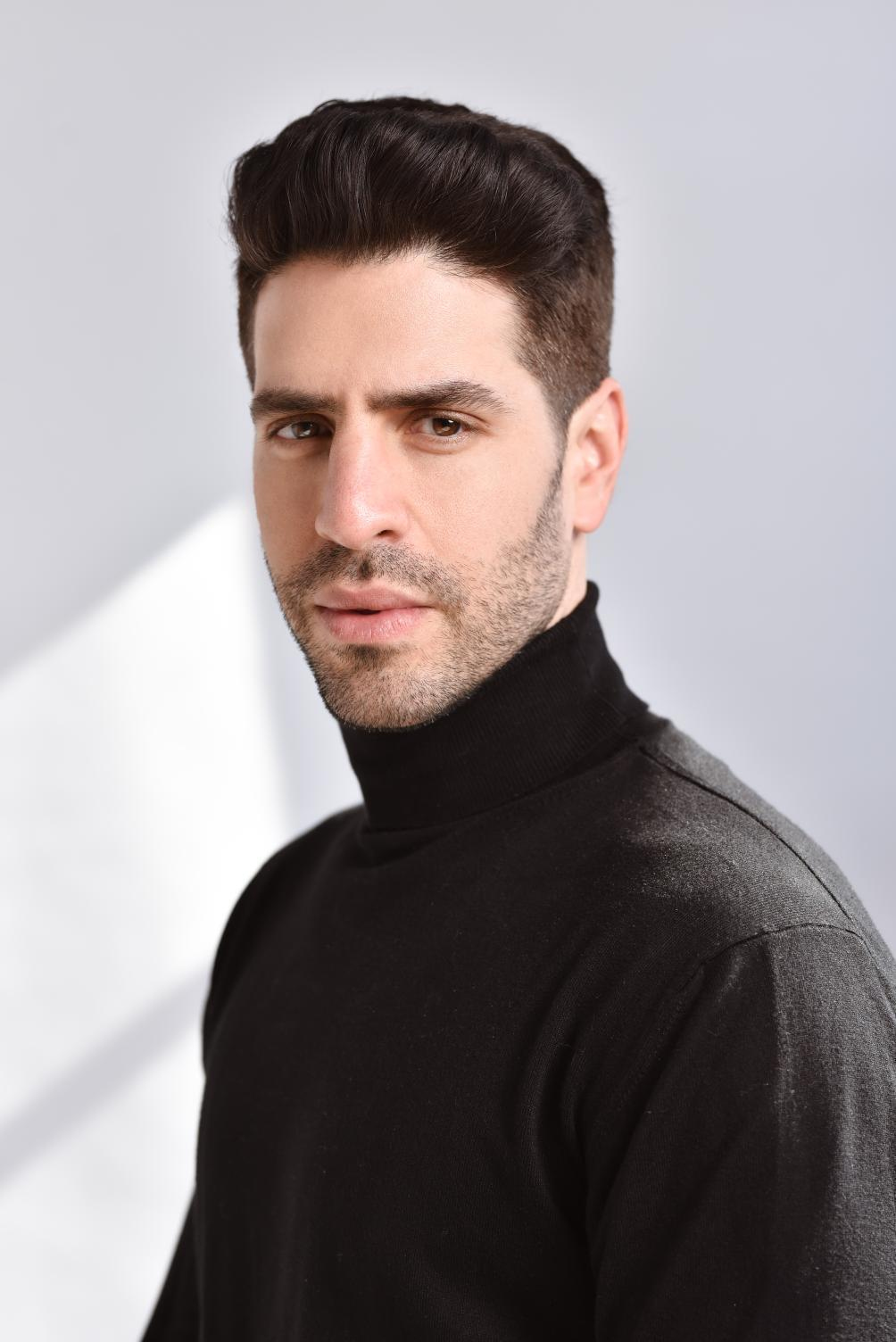
Ori Laizerouvich

Ori Laizerouvich (hebräisch אורי לייזרוביץ'; * 30. April 1987 in Rischon LeZion, Israel) ist ein israelischer Schauspieler.

## Leben und Karriere
Laizerouvich wurde in Rischon LeZion geboren. Seine Mutter stammt aus Russland und sein Vater aus Polen. Er besuchte die Amit Amal High School in Rishon LeZion. Während seines Wehrdienstes in den Israelischen Verteidigungsstreitkräften diente er in der Technologieeinheit der israelischen Polizei. Anschließend studierte er von 2009 bis 2012 am Yoram Loewenstein Performing Arts Studio in Tel Aviv.
Sein Debüt gab er 2014 in der Fernsehserie Zaguri Imperia. 2016 übernahm er eine Hauptrolle im Film The Last Band in Lebanon. Im selben Jahr trat er in Miflatzot Ktanot auf. Außerdem spielte er in dem Film Longing mit. Seit 2017 ist er in der Serie Shababnikim zu sehen.

## Privates
2021 verlobte sich Laizerouvich mit seiner Partnerin Erez Berger; die beiden heirateten am 4. März 2022. November 2023 wurde ihr gemeinsamer Sohn geboren.

## Filmografie
Filme
- 2016: The Last Band in Lebanon
- 2017: Two of Every Kind
- 2017: Longing
- 2017: The Legend of King Solomon

Serien
- 2014: Zaguri Imperia
- 2015: Laor
- 2016: Tzomet Miller
- 2016: Miflatzot Ktanot
- seit 2017: Shababnikim
- 2017–2018: Pini's Hotel
- 2018–2019: Kfula
- 2022: Golda & Meir